# 강화 대산리 지석묘
강화 대산리 지석묘(江華 大山里 支石墓)는 인천광역시 강화군 강화읍 대산리에 있는 청동기 시대의 지석묘이다. 1995년 3월 1일 인천광역시의 기념물 제31호로 지정되었다.

## 개요
지석묘는 청동기시대의 대표적인 무덤으로 고인돌이라고도 부르며, 주로 경제력이 있거나 정치권력을 가진 지배계층의 무덤으로 알려져 있다.
우리나라의 고인돌은 4개의 받침돌을 세워 돌방을 만들고 그 위에 거대하고 평평한 덮개돌을 올려 놓은 탁자식과, 땅 속에 돌방을 만들고 작은 받침돌을 세운 뒤 그 위에 덮개돌을 올린 바둑판식으로 구분된다.
강화 고려산 동쪽 봉우리인 북산의 해발 약 20m 능선에 있는 이 고인돌은 탁자식이다. 약간의 흙과 자갈로 지면을 높이고 그 위에 받침돌을 세운 뒤 덮개돌을 올렸으나 현재는 무너져 내려 앉았다. 덮개돌의 크기는 길이 3.68m, 너비 2.6m이다.

## 참고 자료
- 강화 대산리 지석묘 - 국가유산청 국가유산포털